# Canariellanum albidum
Canariellanum albidum là một loài nhện trong họ Linyphiidae.
Loài này thuộc chi Canariellanum. Canariellanum albidum được Jörg Wunderlich miêu tả năm 1987.